# Nalanda (cantora)
Nalanda Cazzuni Picollo Costa, conhecida como Nalanda (Salvador, 22 de novembro de 1982), é uma cantora, compositora, produtora e empresária brasileira.
Talento e personalidade são pontos marcantes da cantora, que se acostumou com os palcos ainda criança, e que em 2020 comemorou 25 anos de profissão. 
Em 2002 Nalanda participou da primeira edição do programa musical Fama, exibido pela Rede Globo. Ganhando assim projeção nacional, pois ficou em segundo lugar como a melhor cantora do Brasil e posteriormente emplacou 5 trilhas em novelas da mesma emissora (Sensível Demais, está dentre as canções). 
Sua trajetória também conta com 3 musicais de teatro e a marcante interpretação da cantora Clara Nunes, com uma audiência de aproximadamente 100 mil espectadores em 1 ano de temporada, festivais musicais no exterior (em um deles cantou ao lado de Phil Collins e Lionel Ritchie), o lançamento de 7 singles autorais, 5 videoclipes, 1 CD e 3 Eps. Suas músicas ficaram no TOP 40 em rádios do sul do Brasil, Bahia, Espírito Santo, Rio de Janeiro e São Paulo.
Lançou em 2005 pela EMI o seu primeiro CD, Nalanda do Samba, do qual gerou também seu primeiro single "Qual É".

## Biografia
Nascida em Salvador, e criada em Foz do Iguaçu, no Paraná, para onde se mudou aos quatro anos de idade, de ascendência italiana, portuguesa e negra. Durante a infância e adolescência participou de diversos festivais de canto e dança, fazendo covers e cantando suas próprias composições, pois sempre quis trabalhar com música. Aos 13 anos de idade começou a cantar profissionalmente, ao passar em um teste e ser contratada por uma gravadora.
Em 2000 voltou a morar em Salvador com sua família, e em 2002 participou do programa musical Fama, exibido pela Rede Globo. Foi a segunda colocada na classificação geral dos melhores cantores do Brasil. A partir daí passou a ser reconhecida nacionalmente, e iniciou uma nova fase em sua carreira, gravando cinco músicas famosas, que se tornaram temas em novelas da TV Globo. A mais famosa delas, Sensível Demais, composta por Jorge Vercillo, foi tema da novela Chocolate com Pimenta, exibida nos anos de 2003 e 2004.
Buscando independência pessoal e profissional, saiu da casa dos pais em Salvador, e de 2005 a 2007 morou no Rio de Janeiro, e de 2007 a 2009 viveu em São Paulo. Desde 2010 está morando em Porto Alegre.
A voz de Nalanda também está na famosa trilha do Planeta Atlântida,  festival no qual se apresentou por diversos anos e marcou presença como atração da etapa final do concurso Garota Verão da RBS TV em 2015..
Em evidência no cenário musical gaúcho,  com foco principal nos eventos sociais e corporativos, mas também se apresentando no circuito noturno de bares e restaurantes. Nalanda possui versatilidade artística, repertório especifico  para cada tipo de show e diversas influências musicais, trilhadas ao longo das mais de duas décadas de carreira. 

## Discografia
Álbuns
- 2005 - Nalanda no Samba

EPs
- 2015 - Nalanda EP